# 纳娅·塔珀
纳娅·埃琳娜·塔珀（英語：Naya Elena Tapper，1994年8月3日—），美国女子橄榄球运动员。她曾代表美国七人制国家队参加2020年和2024年夏季奥林匹克运动会七人制橄榄球比赛，获得一枚铜牌。